# Наришкін Михайло Михайлович

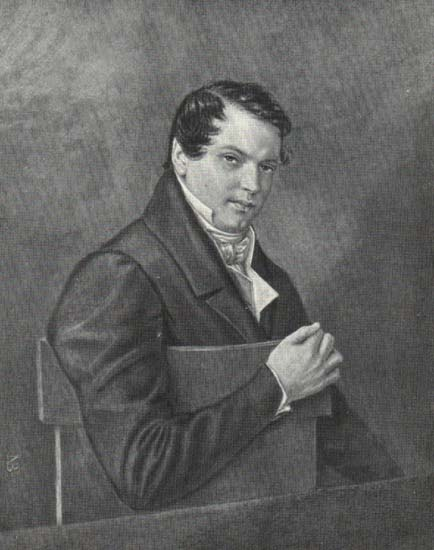
Наришкін М. М. Літо 1832 року. Акварель Бестужева.

Наришкін Михайло Михайлович (4 лютого 1798 — 2 січня 1863) — декабрист, полковник Тарутинського піхотного полку.

## Життєпис
З дворян Московської губернії. Батько — підполковник Михайло Петрович Наришкін (17 грудня 1753 — 23 серпня 1825), мати — княжна Варвара Олексіївна Волконська (6 листопада 1760 — 1 березня 1827); за батьком у 1802 році в Московської, Нижегородської, Казанській і Калузької губерніях 8 275 душ. Виховувався вдома, в 1815 році відвідував заняття в Московському навчальному закладі для колонновожатих, в 1818–1819 роках в Петербурзі слухав приватні лекції професорів Куніцина, Германа і Соловйова. У службу вступив підпрапорщиком в Псковський піхотний полк −6 квітня 1815 року, портупей-прапорщик — 20 червня 1815 року, прапорщик — 4 жовтня 1815 року, підпоручик — 30 квітня 1817 рокцу, переведений до лейб-гвардії Московського полку — 23 жовтня 1817, поручик — 26 січня 1818, штабс-капітан — 24 серпня 1819, капітан — 1 січня 1822, полковник з переведенням до лейб-гвардії Ізмайловський полк — 12 грудня 1823, переведений в Бородинський піхотний полк — 6 червня 1824, переведений в Тарутинський піхотний полк — 17 грудня 1825 року (стояв в Москві).

## Політична діяльність
Член Союзу благоденства (1818 рік) і Північного товариства, брав участь у переговорах Північного і Південного товариства, учасник підготовки повстання в Москві в грудні 1825 року.
Наказ про арешт — 30 грудня 1825 року, заарештований у Москві і доставлений до Петербурга на головну гауптвахту — 8 січня 1826, у той же день переведений у Петропавловську фортецю.
Засуджений за IV розряду і по конфірмації 10 липня 1826 року засуджений до каторжних робіт на 12 років, термін скорочений до 8 років — 22 серпня 1826 року. Відправлений з Петропавлівської фортеці до Сибіру — 2 лютого 1827 року. Доставлений до Читинського острогу — 20 березня 1827 року, прибув в Петровський завод у вересні 1830 року. За указом 8 листопада 1832 року звернений на поселення в місто Курган Тобольської губернії, куди прибув у 1833 році. У 1837 році за найвищим повелінням визначений рядовим на Кавказ, виїхав з Кургана — 21 серпня 1837 року, зарахований до Навагінського піхотного полку — 14 жовтня 1837 року. За відмінності в службі отримав прапорщика 25 червня 1843 року, звільнений у відпустку на 6 місяців — 29 березня 1844 року, звільнений від служби — 25 вересня 1844 року із зобов'язанням мешкати в с. Високому Тульського повіту, звільнений від нагляду — 12 листопада 1855 року. Від усіх обмежень звільнений за маніфестом про амністію — 26 серпня 1856 року. У 1859 році їздив до Парижа і на південь Франції. 

## Поховання
Похований у Москві в Донському монастирі.

## Родина
Дружина (з 12 вересня 1824 року) — графиня Коновніцина Єлизавета Петрівна.